# تعدد الزوجات في بوتان
تعدد الزوجات قانوني في بوتان فيما يتعلق بموافقة زوجات المستقبل. لا يوجد اعتراف قانوني بالزوجات من تعدد الزوجات بموجب القانون المدني في بوتان أو القانون العرفي. يجوز للمرأة في بوتان حسب العرف، أن تتزوج من عدة أزواج، ولكن لا يُسمح لها إلا بزوج واحد قانوني. الوضع القانوني للأسر المتزوجين عبر تعدد الزوجات وتعدد الأزواج يأثر على تقسيم الممتلكات بعد الطلاق والبقاء على قيد الحياة، وكذلك قبول العامة للعلاقة الزوجية في المحاكم. 

## امتداد
على حد سواء تعدد الزوجات و تعدد الأزواج يشهدون تراجع في بوتان.  تعدد الأزواج موجود فقط في مناطق معينة ، مثل لايا، ولكن يقال إنه أصبح استثناء. بشكل عام أزواج الزوجة هم إخوة.  يعرف تعدد الأزواج أيضًا بين شعب بروكبا في ميراك وساكتين في شرق تراشيغانغ.  ومن أشهر الشخصيات الذين عددوا الزوجات في بوتان هو الملك الرابع جيغمي سينغي وانغتشوك ، المتزوج من أربع أخوات. 